# Куп конфедерација у фудбалу 2005.
| 1. место 2. место 3. место | 4. место Од 5. до 8. места |

Куп конфедерација у фудбалу 2005. је седмо издање Купа конфедерације које се одржало у Немачкој Такмичење је трајало од 15. до 29. јуна 2005. године.
Титулу првака је други пут освојила репрезентација Бразила, савладавши у финалу Аргентину. Треће место освојила је репрезентација Немачке која је у утакмици за треће место савладала Мексико.

## Учесници
На турниру се такмичило осам екипа победника континенталних такмичења (КАФ, КОНМЕБОЛ, УЕФА, АФЦ, ОФЦ и КОНКАКАФ) и светски шампион и домаћин. Једини изузетак за све тимове била је Аргентина. Наиме, Бразил се квалификовао за турнир тако што је освојио Светско првенство 2002. Будући да је Бразил освојио Копа Америку 2004. године, као представник Јужне Америке је позван финалиста такмичења, а то је била Аргентина.
| Земља      | Конфедерација | Начин квалификације                  | Датум квалификације | Бр. наступа |
| ---------- | ------------- | ------------------------------------ | ------------------- | ----------- |
| Немачка    | УЕФА          | Домаћин Светског првенства 2006.     | 7. јула 2000.       | 2           |
| Грчка      | УЕФА          | Победник Европског Првенства 2004.   | 4. јула 2004.       | 1           |
| Бразил     | КОНМЕБОЛ      | Победник Светског Првенства 2002.    | 30. јуна 2002.      | 5           |
| Аргентина  | КОНМЕБОЛ      | Финалиста Копа Америке 2004.         | 25. јула 2004.      | 3           |
| Мексико    | КОНКАКАФ      | Победник CONCACAF златног купа 2003. | 27. јула 2003.      | 5           |
| Јапан      | АФК           | Победник Азијског купа 2004.         | 7. августа 2004.    | 4           |
| Тунис      | КАФ           | Победник Афричког купа нација 2004.  | 14. фебруара 2004.  | 1           |
| Аустралија | ОФК           | Победник Купа нација 2004.           | 12. октобра 2004.   | 3           |

## Стадиони
| Франкфурт                      | Келн                                                   | Хановер                                     | Лајпциг           | Нирнберг          |
| ------------------------------ | ------------------------------------------------------ | ------------------------------------------- | ----------------- | ----------------- |
| Комерцбанк арена (Waldstadion) | Стадион Рајненергија (FIFA World Cup Stadium, Cologne) | АВД арена (FIFA World Cup Stadium, Hanover) | Централни стадион | Франкен-стадион   |
| Капацитет: 48.132              | Капацитет: 46.120                                      | Капацитет: 44.652                           | Капацитет: 44.200 | Капацитет: 41.926 |
|                                |                                                        |                                             |                   |                   |

Првобитно је стадион Кајзерслаутерна Фриц Валтер био одређен за играње утакмица. Међутим, 27. маја 2004. градске власти су се повукле из процеса, наводећи као разлог за повлачење додатне трошкове да се стадион заврши на време.
Свих пет стадиона су коришћени за Светско првенство 2006. године.

## Групна фаза

### Група А
| Тим        | Ута. | Поб. | Нер. | Изг. | Дат. | При. | Гол. | Бод. |
| ---------- | ---- | ---- | ---- | ---- | ---- | ---- | ---- | ---- |
| Немачка    | 3    | 2    | 1    | 0    | 9    | 5    | +4   | 7    |
| Аргентина  | 3    | 2    | 1    | 0    | 8    | 5    | +3   | 7    |
| Тунис      | 3    | 1    | 0    | 2    | 3    | 5    | -2   | 3    |
| Аустралија | 3    | 0    | 0    | 3    | 5    | 10   | -5   | 0    |

| Аргентина                        | 2:1 | Тунис                 |
| -------------------------------- | --- | --------------------- |
| Рикелме 33’ (пен.) · Савиола 57’ |     | Гуемамдија 75’ (пен.) |

| Немачка                                                       | 4:3 | Аустралија                   |
| ------------------------------------------------------------- | --- | ---------------------------- |
| Курањи 17’ · Мертезакер 23’ · Балак 60’ (пен.) · Подолски 88’ |     | Скоко 17’ · Алоизи 31’ 90+2’ |

| Немачка                                         | 3:0 | Тунис |
| ----------------------------------------------- | --- | ----- |
| Балак 74’ (пен.) · Швајнштајгер 80’ · Ханке 88’ |     |       |

| Аустралија            | 2:4 | Аргентина                                 |
| --------------------- | --- | ----------------------------------------- |
| Алоизи 61’ (пен.) 70’ |     | Фугуероа 12’ 53’ 89’ · Рикелме 31’ (пен.) |

| Аустралија | 0:2 | Тунис          |
| ---------- | --- | -------------- |
|            |     | Сантоа 26’ 70’ |

| Немачка                 | 2:2 | Аргентина                   |
| ----------------------- | --- | --------------------------- |
| Курањи 29’ · Асамоа 51’ |     | Рикелме 33’ · Камбијасо 74’ |

### Група Б
| Тим     | Ута. | Поб. | Нер. | Изг. | Дат. | При. | Гол. | Бод. |
| ------- | ---- | ---- | ---- | ---- | ---- | ---- | ---- | ---- |
| Мексико | 3    | 2    | 1    | 0    | 3    | 1    | +2   | 7    |
| Бразил  | 3    | 1    | 1    | 1    | 5    | 3    | +2   | 4    |
| Јапан   | 3    | 1    | 1    | 1    | 4    | 4    | 0    | 4    |
| Грчка   | 3    | 0    | 1    | 2    | 0    | 4    | -4   | 1    |

| Јапан         | 1:2 | Мексико                 |
| ------------- | --- | ----------------------- |
| Јангисава 12’ |     | Зинха 39’ · Фонсека 64’ |

| Бразил                                 | 3:0 | Грчка |
| -------------------------------------- | --- | ----- |
| Адријано 41’ · Робињо 46’ · Жунињо 81’ |     |       |

| Грчка | 0:1 | Јапан     |
| ----- | --- | --------- |
|       |     | Огуро 76’ |

| Мексико     | 1:0 | Бразил |
| ----------- | --- | ------ |
| Боргети 59’ |     |        |

| Грчка | 0:0 | Мексико |
| ----- | --- | ------- |
|       |     |         |

| Јапан                    | 2:2 | Бразил                     |
| ------------------------ | --- | -------------------------- |
| Накамура 27’ · Огуро 88’ |     | Робињо 10’ · Роналдињо 39’ |

## Завршница
|  | Полуфинале         | Полуфинале |                     |       | Финале | Финале |
|  |                    |            |                     |       |        |        |
|  | 25. јун – Нирнберг |            |                     |       |        |        |
|  |                    |            |                     |       |        |        |
|  | Немачка            | 2          |                     |       |        |        |
|  | Немачка            | 2          | 29. јун – Франкфурт |       |        |        |
|  | Бразил             | 3          |                     |       |        |        |
|  | Бразил             | 3          | Бразил              | 4     |        |        |
|  | 26. јун – Хановер  |            | Бразил              | 4     |        |        |
|  |                    | Аргентина  | 1                   |       |        |        |
|  | Мексико            | Аргентина  | 1                   | 1 (5) |        |        |
|  | Мексико            |            |                     | 1 (5) |        |        |
|  | Аргентина (пен.)   | 1 (6)      |                     |       |        |        |
|  | Аргентина (пен.)   | 1 (6)      | Треће место         |       |        |        |
|  |                    |            |                     |       |        |        |
|  | 29. јун – Лајпциг  |            |                     |       |        |        |
|  |                    |            |                     |       |        |        |
|  | Немачка (пр)       | 4          |                     |       |        |        |
|  | Немачка (пр)       | 4          |                     |       |        |        |
|  | Мексико            | 3          |                     |       |        |        |

### Полуфинале
| Немачка                           | 2:3      | Бразил                                  |
| --------------------------------- | -------- | --------------------------------------- |
| Подолски 23’ · Балак 45+3’ (пен.) | извештај | Адријано 21’ 76’ · Роналдињо 43’ (пен.) |

| Мексико                                              | 1:1 (5:6 пен) (п. с. н.) | Аргентина                                                   |
| ---------------------------------------------------- | ------------------------ | ----------------------------------------------------------- |
| Салсидо 104’                                         | извештај                 | Фигероа 110’                                                |
| Пенали                                               |                          |                                                             |
| Pérez · Pardo · Borgetti · Salcido · Pineda · Osorio | 5–6                      | Riquelme · Rodríguez · Aimar · Galletti · Sorín · Cambiasso |

### Меч за треће место
| Немачка                                               | 4:3 (пр.) (п. с. н.) | Мексико                       |
| ----------------------------------------------------- | -------------------- | ----------------------------- |
| Подолски 37’ · Швајнштајгер 41’ · Хут 79’ · Балак 97’ | извештај             | Фонсека 40’ · Борхети 58’ 85’ |

### Финале
| Бразил                                      | 4:1      | Аргентина |
| ------------------------------------------- | -------- | --------- |
| Адријано 11’ 63’ · Кака 16’ · Роналдињо 47’ | извештај | Аимар 65’ |

| Победник Купа конфедерација 2005.   |
| ----------------------------------- |
| Репрезентација Бразила Друга титула |